# Neotamias
Neotamias là một chi sóc chuột trong tông Marmotini của Họ Sóc. Nó gồm 23 loài, hầu hết ở tây Bắc Mỹ. Cùng với Eutamias, chi này thường được xem là phân chi của Tamias.

## Các loài
- Neotamias alpinus: Sóc chuột Alpine
- Neotamias amoenus
- Neotamias bulleri: Sóc chuột Buller
- Neotamias canipes: Sóc chuột chân xám
- Neotamias cinereicollis: Sóc chuột cổ xám
- Neotamias dorsalis
- Neotamias durangae: Sóc chuột Durango
- Neotamias merriami: Sóc chuột Merriam
- Neotamias minimus
- Neotamias obscurus: Sóc chuột California
- Neotamias ochrogenys
- Neotamias palmeri: Sóc chuột Palmer
- Neotamias panamintinus
- Neotamias quadrimaculatus: Sóc chuột tai dài
- Neotamias quadrivittatus: Sóc chuột Colorado
- Neotamias ruficaudus: Sóc chuột đuôi đỏ
- Neotamias rufus: Sóc chuột Hopi
- Neotamias senex: Sóc chuột Allen
- Neotamias siskiyou: Sóc chuột Siskiyou
- Neotamias sonomae: Sóc chuột Sonoma
- Neotamias speciosus: Sóc chuột Lodgepole
- Neotamias townsendii: Sóc chuột Townsend
- Neotamias umbrinus: Sóc chuột Uinta